# هجوم مانشستر أرينا 2017
 هجوم مانشيتر أرينا أو انفجار مانشستر أرينا هو هجوم إرهابي وقع في 22 مايو 2017 في الساعة 22:33 بتوقيت بريطانيا الصيفي، وهو حدث اعتبرتهُ الشرطة البريطانية هجوما إرهابيا، وحصل الانفجار في مانشستر أثناء حفل غنائي لمغنية البوب الشهيرة أريانا غراندي. وبحسب بيان الشرطة البريطانية فقد سقط خلال هذا الهجوم أو الانفجار 23 قتيلًا وحوالي 119 جريحا، وقد اعتبرت وكالة الأخبار العالمية رويترز هذا الهجوم انتحاريًا ونفذ بواسطة عبوة ناسفة، وأكدّت وسائل إعلام بريطانية ناقلة للحفل أن الانفجار حدث خارج الحفل وبعد انتهاءه، وقد خرجت المغنية الأمريكية سليمة من هذا الحادث ولم تصب بأي سوء.

## الهجوم
في 22 مايو 2017 وفي حوالي الساعة 22:33 بتوقيت بريطانيا الصيفي، فجر انتحاري عبوة ناسفة في منطقة بهو مانشستر أرينا في مانشستر بإنجلترا. ولقد وقع الانفجار بعد حفل أريانا غراندي الذي كان جزءا من جولتها عام 2017، بيعت جميع تذاكر الحفل، وحضر ما يصل إلى 21,000 شخص. وخرج العديد من الحاضرين من البهو وقت الانفجار، وتجمعوا هناك لشراء بضائع الحفل.
وأعلنت شرطة مانشستر الكبرى وقوع الحادث وصنفته هجومًا إرهابيًا، واعتبرته تفجيرًا انتحاريًا. ولقد كان هذا الهجوم هو الأكثر دموية في المملكة المتحدة منذ تفجيرات لندن في 7 يوليو 2005، ويعتبر أول هجوم في مانشستر منذ تفجير مانشستر عام 1996 من قبل الجيش الجمهوري الأيرلندي.

## منفذ الهجوم
الهجوم نفذه سلمان رمضان العبيدي كان عمره 22 عاما، ولد في بريطانيا في 31 ديسمبر سنة 1994، وهو مسلم ليبي الأصل وبحسب جهات إعلامية فإن الهجوم حصل تحت تأثير وتدبير من تنظيم داعش التي أعلنت مسؤوليتها عن الانفجار عن طريق تفجير انتحاري لعبوات ناسفة مما أدى لمقتل وجرح العديد من المواطنين.

سلمان رمضان العبيدي، الانتحاري ومنفذ هجوم مانشستر أرينا.

## الضحايا
صرحت الشرطة البريطانية بسقوط 23 قتيلًا 119 جريحًا من بينهم أطفال، وغالبية الجرحى فقدوا أطرافا من أجسادهم كالأيدي والأرجل بحسب تصريحات المستشفيات.

## ردود فعل
قالت المغنية الأمريكية أريانا غراندي التي إنتهى حفلها قبل فترة وجيزة من الانفجار: «أنا محطمة من أعماق قلبي.. أنا آسفة للغاية، ليس لدي ما أقوله».

### محلية
أدانت الهجوم كلا من رئيسة وزراء المملكة المتحدة تيريزا ماي والملكة إليزابيث الثانية. وأوقفت كل الأحزاب السياسية حملاتها للانتخابات العامة، كما أدان عمدة لندن صادق خان الهجوم عبر رسالة مكتوبة نشرها على حسابه في وسائل التواصل الاجتماعي. وأدان المجلس الإسلامي البريطاني) أيضاً الهجوم.

### دولية
- السعودية: عبّر مصدر مسؤول في وزارة الخارجية السعودية عن إدانة المملكة العربية السعودية وإستنكارها الشديدين للانفجار الذي وقع بمدينة مانشستر بالمملكة المتحدة والذي أسفر عن سقوط عددا من القتلى والجرحى. وجدد المصدر تضامن المملكة ووقوفها إلى جانب المملكة المتحدة، مؤكداً ضرورة تضافر كافة الجهود الدولية للقضاء على آفة الإرهاب والتطرف. وختم المصدر تصريحه بتقديم العزاء والمواساة لذوي الضحايا.[22]
- قطر: أعربت دولة قطر عن إدانتها واستنكارها الشديدين للانفجار، وجددت وزارة الخارجية في بيان لها على موقف دولة قطر الثابت من نبذ العنف والإرهاب أيا كان مصدره ومهما كانت الدوافع والأسباب، ورفضها لكافة الأعمال الإجرامية التي تروع الأبرياء والآمنين وتتنافى مع القيم والمبادئ الإنسانية. وأكد البيان تضامن دولة قطر التام مع الحكومة البريطانية، ودعمها لأي إجراءات تتخذها لحفظ الأمن. وأعرب البيان عن تعازي دولة قطر لأسر الضحايا وللحكومة البريطانية، وتمنياتها للجرحى بالشفاء العاجل.[23]
- الولايات المتحدة: أدان الرئيس الأمريكي دونالد ترامب الهجوم ووصف منفذيه بأنهم «أشرار خاسرون»، وقدم تعازيه لأسر الضحايا.[24]
- إيران: استنكر المتحدث باسم الخارجية بهرام قاسمي بشدة الاعتداء الإرهابي في مانشستر وقال، «إننا نعتقد بأن جذور الإرهاب ومصدره الفكري واحد، والذي تمثّل بالأعمال اللا إنسانية والإجرامية في مدينتي ميرجاوه الإيرانية ومانشستر البريطانية». وأكد على ضرورة التصدي الجاد والمبرمج للجماعات الإرهابية من خلال وحدة وإرادة جميع الدول التي تعد ضحية الإرهاب والأفكار المتطرفة والتكفيرية.[25]
- لبنان: أرسل رئيس الجمهورية ميشال عون برقية تعزية ومواساة إلى ملكة بريطانيا إليزابيت الثانية ورئيسة الوزراء تيريزا ماي.[26]

- المغرب: أدانت المملكة المغربية، بشدة، الهجوم الإرهابي الذي وقع في مانشستر.[27]
- العراق: نقل بيان عن المتحدث باسم وزارة الخارجية العراقية أحمد جمال، إن «وزارة الخارجية تدين الاعتداء الإرهابي في مدينة مانشستر وتؤكد وقوف العراق وتضامنه مع المملكة المتحدة بوجه كافة المنظمات والعصابات الإرهابية التي تستهدف أمنها وسلامة مواطنيها».[28]
- عُمان: أعرب بيان صادر من وزارة الخارجية العمانية عن تعازي السلطنة لأسر الضحايا وللحكومة البريطانية، وتمنياتها للجرحى بالشفاء العاجل.[29]
- اليمن: أدانت وزارة الخارجية اليمينة الهجوم الذي وقع في مانشستر والذي أسفر عن سقوط العديد من القتلى والجرحى.[30]
- مصر: أدان المتحدث الرسمي باسم وزارة الخارجية المصرية المستشار أحمد أبو زيد، الحادث الإرهابي الذي وقع في مدينة مانشستر البريطانية.[31]
- تركيا: قال وزير الخارجية التركي في تغريدة له على حسابه الشخصي على تويتر «أدين بشدة الهجوم الإرهابي الذي وقع في مدينة مانشستر، خالص تعازينا للحكومة والشعب البريطانيين»[32]
- الكويت: أدانت دولة الكويت التفجير الإجرامي الذي وقع في مدينة مانشستر بالمملكة المتحدة والذي أسفر عن سقوط عشرات القتلى والجرحى الأبرياء.[33]
- الإمارات العربية المتحدة: أدانت دولة الإمارات الهجوم الإرهابي الذي استهدف حفلا في مانشستر شمال إنجلترا.[34]

### منظمات
- مجلس التعاون الخليجي: أدان المجلس التفجير الإرهابي الذي وقع في مانشستر في إنجلترا وأسقط العديد من القتلى والجرحى.[35]